# Mechanical Poet
«Mechanical Poet» («механический поэт»  (рус.)) — российская рок-группа, основанная в 2002 году композитором, гитаристом и клавишником Лексом Плотниковым. В первые годы, будучи студийным проектом, Mechanical Poet выпустил два альбома в жанре прогрессив-метал с симфоническими аранжировками, активным использованием клавишных инструментов и заметным влиянием музыки таких композиторов как Дэнни Эльфман. После смены состава и преобразования студийного проекта в «живую» группу стиль Mechanical Poet изменился, добавив элементы альтернативы. С 2009 года группа неактивна, однако Плотников продолжал регулярно выпускать альбомы сайд-проектов, пока не умер в 2022 году.
Mechanical Poet в основном писали песни на английском языке, на русском вышли только три бонус-трека. Каждый альбом был основан на той или иной концепции, которая объединяла темы текстов и оформление дисков. Тексты были обычно посвящены фэнтези, сказкам, ироничным готическим историям или научной фантастике. Каждый альбом сопровождался буклетом с небольшим комиксом, нарисованным самим Плотниковым.

## История

### 2002 — 2005: студийный проект
Группа Mechanical Poet была образована весной 2002 года мультиинструменталистом и композитором Лексом Плотниковым и ударником Томом Токмаковым. В июне того же года, при участии Себастьяна Трифонова (вокал, клавишные), группа записала свою первую демозапись «Trace of The Dead Leaf». В результате долгого поиска вокалиста, к группе присоединился Максим Самосват, по совместительству вокалист пауэр-метал-группы Эпидемия. В обновлённом составе в апреле 2003 года Mechanical Poet записали мини-альбом «Handmade Essence». Через некоторое время коллектив заключает договор с итальянской компанией Aural Music. В конце сентября 2004 года Mechanical Poet завершили запись альбома «Woodland Prattlers», хорошо принятого как российской, так и мировой музыкальной прессой и поклонниками. 

### 2006 — 2009: концертный состав
Вскоре состав группы почти полностью поменялся. Осенью 2006 года место Токмакова занял Владимир Ермаков, участник группы Чёрный Обелиск, а в 2007 году Самосват был уволен из-за занятости в «Эпидемии», хотя к тому времени уже начал записывать демо-версию нового альбома. Новым вокалистом стал Джерри Ленин (экс-Четыре таракана, Lady's Man), а место бас-гитариста занял Иван Изотов (Эпидемия, Блондинка Ксю), которого сменил Серж Хлебников (CoLA). В таком составе группа записала альбом «Creepy Tales for Freaky Children». Аранжировки песен стали более простыми, что явилось следствием распада коллектива как студийного проекта и начала концертной деятельности. Впервые появились бонус-треки на русском языке.
Ближе к концу 2007 года группа выпускает ещё один концептуальный альбом «Who Did It To Michelle Waters?», повествующий об истории Мишель Уотерс, покончившей жизнь самоубийством, и причинах этого поступка. Партии бас-гитары исполнил действующий участник группы Чёрный Обелиск Даниил Захаренков. Альбом издан в трёх вариантах, диджибук издание содержит дополнительный диск с оркестровым саундтреком.
В феврале 2008 года группу покидает Джерри Ленин. Новым вокалистом становится Владимир Насонов. 16 ноября 2008 года группа выпускает новый альбом «Eidoline: The Arrakeen Code» по мотивам «Дюны» Фрэнка Герберта. Альбом был признан лучшим альбомом 2008 года по версии журнала «Мир Фантастики». Позже выходит макси-сингл «Ghouls».

### После распада, сольные проекты
В июне 2009-го группа объявляет о прекращении творческой деятельности и уходит в «бессрочный творческий отпуск». После чего участники записывают и выпускают альбомы в многочисленных сайд-проектах. Лекс Плотников записал альбом проекта Hattifatteners — «Stories from The Clay Shore» (2010), представляющий собой саундтрек к книгам Туве Янсон о муми-троллях в жанрах нью-эйдж и эмбиент. Позднее он был переиздан как Mistland Prattlers из-за проблем с авторскими правами на муми-троллей. Совместно с Джерри Лениным Плотников записал альбом проекта Luna Damien — «Muddlewood» (2011) в стиле, похожем на звучание Mechanical Poet, но с влиянием электронной музыки. Максим Самосват и Владимир Насонов работали над проектом «Хамелеон». В 2017 также вышел альбом проекта Плотникова Last Fighter - Neon Children в жанре синтвейв.
В начале 2017 года Лекс Плотников объявил о предстоящем возрождении Mechanical Poet. Он планировал набрать новый состав музыкантов и записать альбом с предварительным названием «The Midnight Carol That an Imp Has Sought». Дата релиза намечалась на 2018 год, но затем работа над альбомом была приостановлена из-за болезни Плотникова. В 2020 году Алексей сообщил, что из-за сохранившихся проблем со здоровьем в ближайшие годы нового альбома Mechanical Poet ждать не приходится, и он планирует заняться музыкой в других, менее физически требовательных жанрах В 2022 году Плотников умер от повторного инсульта.
В 2023 году журнал «Мир фантастики» опубликовал подробную биографию группы с интервью её бывших участников.

## Состав
| Бывшие участники:     | - Алексей «Лекс» Плотников — гитарист и бас-гитарист, клавишник (2002—2009). - Артём «Том» Токмаков — барабанщик (2003—2005). - Максим Самосват — вокалист (2003—2006). - Сергей «Серж» Хлебников — бас-гитарист (2006—2007). - Юрий «Джерри» Ленин — вокалист (2006—2008). - Владимир Ермаков — барабанщик (2005—2009). - Владимир Насонов — вокалист (2008—2009). |
| Сессионные музыканты: | - Себастьян Трифонов — оригинальный вокалист демоальбома «Trace of The Dead Leaf» (2002), записей которого не сохранилось. - Иван Изотов — записывал партии бас-гитары для альбома «Creepy Tales for Freaky Children» (2007). - Александр Юдин — записывал партию бас-гитары для альбома «Creepy Tales for Freaky Children» (2007). - Даниил Захаренков — записывал партии бас-гитары для альбома «Who Did It To Michelle Waters?» (2007) и макси-сингла «Ghouls» (2008). - Никита Симонов — работал с группой в качестве концертного бас-гитариста (с ноября 2007 по февраль 2008). - Александр Швец — работал с группой на барабанном шоу «Ударный Февраль» (2008). |

## Дискография
| - 2002 — Trace of The Dead Leaf (Demo) - 2003 — Handmade Essence (EP) - 2004 — Woodland Prattlers - 2007 — Creepy Tales for Freaky Children - 2007 — Who Did It To Michelle Waters? - 2008 — Eidoline: The Arrakeen Code - 2008 — Ghouls (SP) | Альбомы Лекса Плотникова - 2010 - Atomic Halo (в жанрах индастриал, синтвейв) - 2010 — Hattifatteners: Stories From The Clay Shore (в жанре нью-эйдж) - 2011 — Luna Damien: Muddlewood - 2015 — Mistland Prattlers: Music of Mistland, Luceria and The Ocean of Sunset (переиздание Hattifatteners с новыми названиями треков) - 2017 — Last Fighter: Neon Children (в жанре электроник-рок) - 2019 — Blacklight Devil: Laugh, Bleed and Dance - 2019 — Blacklight Devil: Shine On - 2020 - Barrel Wight (в жанре dungeon synth) - 2021 - Alexis Chrome (Stelannix) - Aerochrome I (в жанре синтвейв) - 2021 - Alexis Chrome (Stelannix) - Chimerica |